# ناتاشا دوشيف يانيتش
ناتاشا دوشيف يانيتش (Natasa Dusev-Janics) (الروسية: Наташа Душев-Јанић) هي لاعبة أولمبية لرياضة كانو-كاياك من المجر. شاركت في الأولمبياد الصيفي في 2004–2012، وفازت بما مجموعه 6 ميداليات.

## الميداليات
| ذهب | فضة | برونز | المجموع |
| 3   | 2   | 1     | 6       |

## روابط خارجية
- ناتاشا دوشيف يانيتش على موقع IMDb (الإنجليزية)
- ناتاشا دوشيف يانيتش على موقع اللجنة الأولمبية الدولية (الإنجليزية)
- ناتاشا دوشيف يانيتش على موقع أوليمبيديا (الإنجليزية)